# ASGR1
Асиалогликопротеиновый рецептор 1 (англ. Asialoglycoprotein receptor 1; ASGR1) — белок, субъединица асиалогликопротеинового рецептора, продукт гена человека ASGR1. Экспресиируется гепатоцитами.

## Функции
Ген ASGR1 кодирует субъединицу асиалогликопротеинового рецептора. Асиалогликопротеиновый рецептор играет критическую роль в гомеостазе гликопротеинов плазмы крови за счёт участия в эндоцитозе и последующей лизосомальной деградации гликопротеинов, содержащих остатки галактозы или N-ацетилгалактозамина на конце полисахаридной цепи. Асиалогликопротеиновый рецептор может служить рецептором для вирусов и, таким образом, участвовать в инфицировании клеток печени гепатитом B. Белок также может служить мишенью для доставки лекарств к печени. Асиалогликопротеиновый рецептор — гетероолигомерный комплекс, включающий в качестве мономеров две субъединицы ASGR1 и ASGR2, причём именно ASGR1 является основной.
После распознавания галактозы и N-ацетилгалакозамина на гликопротеине лиганд-рецепторный комплекс интернализуется и переносится в эндосомы, после чего рецептор диссоциирует от гликопротеина и возвращается на клеточную поверхность.

## Структура
Асиалогликопротеиновый рецептор 1 — мембранный белок гепатоцитов, локализованный на клеточной мембране. Состоит из 291 аминокислоты, молекулярная масса 33,2 кДа. Альтернативный сплайсинг приводит к образованию 2 изоформ H1a и H1b.